# Avicide
Un produit avicide (du latin, avies,is, oiseau) est une substance active ou une préparation ayant la propriété de tuer, éloigner ou endormir certains oiseaux, jugés « nuisibles » par l'homme.
Ils sont ou ont été commercialisés sous forme de poudres, de concentrats huileux, d'appâts près à l'emploi.
Il y a peu d'avicides autorisés. Celui qui a été récemment le plus utilisé, mais aujourd'hui interdit ou soumis à réglementation est le Chloralose ou des formules en contenant.
- des convulsivants tels que l'alpha-Chloralose, la crimidine et la strychnine) ont été (parfois illégalement) utilisés. Ils peuvent tuer en chaine les nécrophages ou les prédateurs naturels des oiseaux empoisonnés, ainsi que les chats ou chiens.

D'autres produits ont été utilisés tels que :
- DRC-1339 (3-chloro-4-methylaniline hydrochloride, Starlicide)
- CPTH (3-chloro-p-toluidine, vase du Starlicide),
- Avitrol (4-aminopyridine).

Des formulations à dose élevée de parathion diluées dans de l'huile de moteur diesel ont même été utilisées, y compris pour pulvériser par avion des colonies d'oiseaux nicheurs, en polluant gravement le milieu.